# 리베르탱고

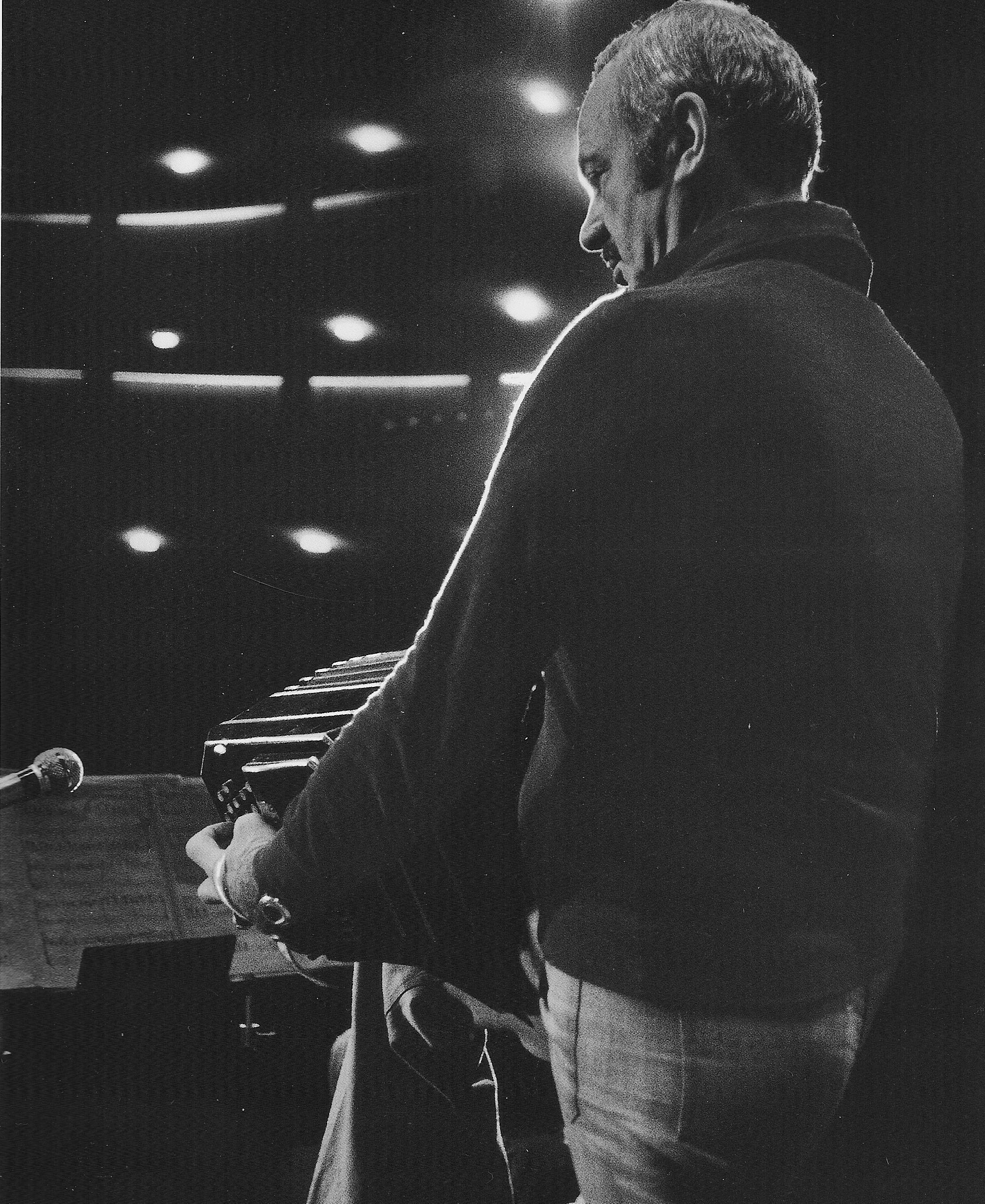
아스토르 피아졸라.

〈리베르탱고〉(스페인어: Libertango)는 탱고 작곡가이자 반도네온 연주자인 아스토르 피아졸라가 1974년 밀라노에서 녹음하고 발표한 곡이다. 곡명은 "자유"를 뜻하는 스페인어 "리베르타드"와 "탱고"를 합성한 혼성어로, 피아졸라가 전통 탱고에서 벗어나 누에보 탱고로 전환했음을 상징한다.

## 공연
아스토르 피아졸라는 1974년 밀라노에서 〈리베르탱고〉를 녹음하고 발표했는데, 이 작품은 그의 전통 탱고에서 누에보 탱고로의 전환을 상징했다(녹음 세부사항은 아래 참조). 순회공연 중이던 1977년에는 스위스 라디오 텔레비전 모자이크를 위해 밴드와 함께 연장 버전을 연주했다.
첼리스트 요요 마는 1997년 앨범 《영혼의 탱고: 아스토르 피아졸라의 음악》(Soul of the Tango: The Music of Astor Piazzolla)에서 〈리베르탱고〉를 연주했다.
기타리스트 알 디 미올라는 2000년 앨범 《더 그랑드 패션》(The Grande Passion)에서 이 곡을 연주했다.
2002년에는 호주/영국의 클래식 크로스오버 현악 4중주단 본드의 두 번째 앨범 《샤인》(Shine)에 〈리베르탱고〉가 수록되었다.
기타 듀오 로드리고 이 가브리엘라의 2004년 라이브 앨범 《라이브: 맨체스터 앤 더블린》(Live: Manchester and Dublin)에도 수록되었다.
2013년에는 기타 비르투오소 로만 미로시니첸코의 수상작 앨범 《서리얼》(Surreal)에 〈리베르탱고〉가 수록되었다.
2017년에는 일본의 재즈 피아니스트 우에하라 히로미와 콜롬비아의 하프 연주자 에드마르 카스타네다가 몬트리올에서 녹음한 협연 라이브 앨범에 수록되었다.

## 파생곡
〈리베르탱고〉는 원래 기악곡으로 탄생했으나, 1990년 우루과이의 시인 오라시오 페레르가 자유를 주제로 스페인어 가사를 붙였다.
《올 뮤직 가이드》의 공연 데이터베이스에 따르면, 이 작품은 500개 이상의 개별 음반에 수록되었다. 그레이스 존스의 노래 "I've Seen That Face Before (Libertango)"는 이 곡의 선율을 사용했으며, 재즈 만돌린 프로젝트의 "Jungle Tango", 기 마르샹의 "Moi je suis tango", 카티 코바치의 "Hívlak" 역시 마찬가지다.
1997년 아일랜드의 민속음악가 셰런 섀넌은 세 번째 앨범 《Each Little Thing》에서 그레이스 존스의 "I've Seen That Face Before (Libertango)"를 커버했다. 커스티 맥콜이 세션 보컬로 참여한 이 곡은 2001년 그의 사후에 발매된 컴필레이션 앨범 《The One and Only》에도 수록되었다. 섀넌은 2005년 자신의 컴필레이션 앨범의 타이틀곡으로 이 녹음을 다시 발매했다.
쿠바계 미국인 가수이자 작곡가인 루이사 마리아 구엘은 〈리베르탱고〉라는 제목을 주제로 가사를 붙여 2007년 앨범 《우나》에 녹음했다. 〈리베르탱고〉의 더 최근 스페인어 버전은 도시 생활의 고독을 묘사한 아르헨티나의 가수이자 작사가, 작곡가인 릴리 가르데스의 작품이다. 이 버전은 에디치오네 쿠르시/파가니 SRL의 승인을 받았으며, 좀비탱고 공연의 일부였다.

## 미디어
〈리베르탱고〉는 볼보의 컴팩트 이그제큐티브 세단 S60의 타로 광고에서 배경음악으로 사용되었다.
이 음악은 로만 폴란스키의 영화 《실종자》(1988년)에서 사용되었으며, 자크 리베트의 영화 《북쪽에 있는 다리》(1981년)의 전체 사운드트랙을 구성한 피아졸라의 두 곡 중 하나였다.

## 1974년 공연

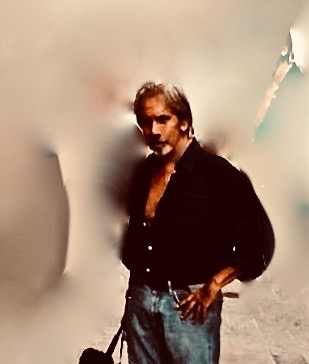
피노 프레스티는 〈리베르탱고〉 원곡의 베이스라인을 만들고 연주했다.

- 아스토르 피아졸라 - 반도네온, 편곡, 지휘
- 펠리체 다 비아 - 피아노, 해먼드 오르간 C3
- 지안니 질리올리 - 해먼드 오르간 C3, 마림바
- 주세페 프레스티피노(피노 프레스티) - 베이스 기타
- 툴리오 데 피스코포 - 드럼, 타악기
- 필리포 다코 - 어쿠스틱 및 일렉트릭 기타
- 안드레아 포지 - 팀파니, 타악기
- 현악 파트
  - 움베르토 베네데티 미켈란젤리 - 제1바이올린
  - 엘사 파라비치니 - 제1비올라
  - 파올로 살비 - 제1첼로
- 말라에나 케식 - G 플루트

- 우고 에레디아, 지안니 베도리 - C 플루트

1974년 5월 이탈리아 밀라노의 몬디알 사운드 스튜디오에서 녹음. 음향 엔지니어: 토니노 파올릴로.